# 2005

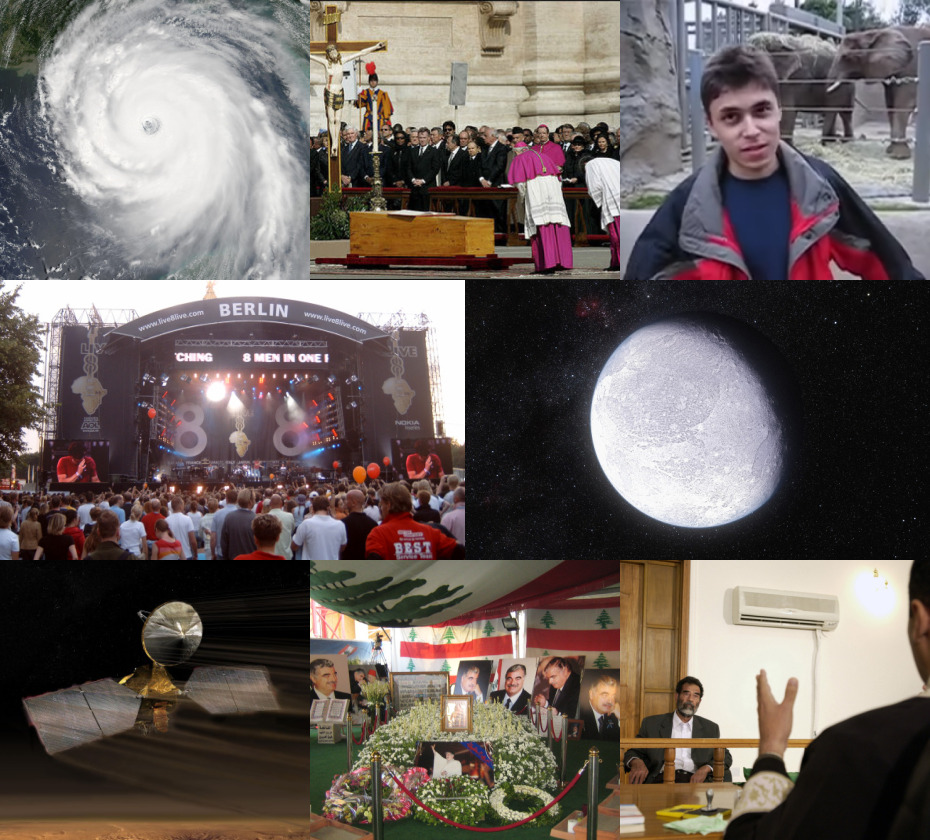
Desde arriba a la izquierda, en el sentido de las agujas del reloj: Huracán Katrina en el Golfo de México; el funeral del Papa Juan Pablo II se lleva a cabo en la Ciudad del Vaticano; "Me at the zoo", el primer video que se subió a YouTube; Eris fue descubierto en enero de 2005 por un equipo basado en el Observatorio Palomar; Saddam Hussein se sienta ante un juez iraquí en un tribunal de Bagdad y es ejecutado al año siguiente; el entierro de Rafic Hariri en septiembre; La Mars Reconnaissance Orbiter es lanzado desde el Centro Espacial Kennedy, diseñado para explorar Marte; El concierto Live 8 en el Tiergarten, Berlín.

2005 (MMV) fue un año común que comenzó en sábado según el calendario gregoriano. Fue también el número 2005 anno Dómini, de la era cristiana o de la era común, además del quinto del tercer milenio, el quinto de la primera década del siglo XXI y el sexto del decenio de los años 2000. De acuerdo con el zodiaco chino, fue el año del Gallo bajo la madera como elemento. Fue designado:
- El Año Internacional del Microcrédito por el Consejo Económico y Social de las Naciones Unidas.
- El Año Mundial de la Física por la Unesco y las Naciones Unidas.
- El Año Mundial de la Eucaristía decretado por Juan Pablo II.
- El Año del Gallo, según el horóscopo chino.

## Acontecimientos

### Enero
- 1 de enero:
  - En Perú ocurre el golpe conocido como: «Andahuaylazo». Antauro Humala, hermano del expresidente Ollanta Humala captura la comisaría de Andahuaylas. Hubo cuatro policías y un reservista muertos.
  - Se cumple 5 años del temido efecto 2000 (Y2K), cuyo malestar tuvo al mundo en vilo, en especial a los programas informáticos que se iban a resetear a 1980, que después no representó un problema mayúsculo para el mundo.
  - En Latinoamérica  Cartoon Network cambia su imagen y logotipo

- 3 de enero: comienza la primera edición del conquistador del caribe
- 5 de enero: el equipo del observatorio de Monte Palomar Michael E. Brown, Chad Trujillo, y David Lincoln Rabinowitz descubren el planeta enano Eris, el más lejano del sistema solar.
- 26 de enero: Catalina Sandino se convierte en la primera colombiana nominada al Premio Óscar a la Mejor Actriz
- 30 de enero: 
  - En Irak se realizan elecciones democráticas para elegir una Asamblea Nacional Constituyente que debe redactar una nueva Constitución para el país y nombrar un Gobierno Provisional (incluyendo un presidente de la República y un primer ministro provisionales). Simultáneamente se celebran las elecciones regionales para elegir a los Consejos Legislativos de las provincias iraquíes (que a su vez deben elegir a los gobernadores provinciales).
  - En el desierto del Sahara se registra una inusual ola de frío. A unos 800 kilómetros al sur de Argel, una densa capa de nieve cubre el suelo. La última vez que sucedió fue en 1979.
  - Batista ganó el Royal Rumble de este año.

### Febrero
- 1 de febrero: 
  - Se descubre el gen que desencadena en el cerebro el inicio de la pubertad.
  - Se descubre la proteína que provoca la resistencia a la insulina y, como consecuencia, el desencadenamiento de la diabetes mellitus tipo II.
  - Se identifica, por primera vez, un mecanismo molecular en el hígado que se activa con las grasas saturadas de los alimentos, elevando la producción de colesterol LDL (el perjudicial) en la sangre.
  - En Bruselas (Bélgica) es detenido Youssef Belhadj, presunto portavoz de Al Qaeda en Europa.
  - En Leganés (Madrid) la policía detiene a cuatro marroquíes, miembros de una misma familia, por su presunta relación con los atentados del 11-M.
  - La Asamblea Nacional francesa aprueba el proyecto de ley de reforma constitucional para salvar las incompatibilidades con la Constitución Europea.
- 2 de febrero: Alemania supera los cinco millones de parados, cifra récord desde el final de la Segunda Guerra Mundial.
- 3 de febrero: 
  - La revista Nature publica un estudio realizado en un fósil de la Antártida, que evidencia por primera vez con exactitud que la diversificación de las aves se produjo en el Cretácico.
  - En Israel, el Gobierno anuncia la liberación de 900 presos palestinos y la retirada de sus tropas de cinco ciudades, entre ellas Jericó.
  - En Madrid (España), el Instituto Cervantes firma un convenio con la Real Academia Galega (RAG) para promover la presencia de la lengua y la cultura de Galicia en todos los centros del Instituto.
- 4 de febrero: en Ucrania, el Parlamento confirma como primera ministra a Yulia Timoshenko, artífice de la Revolución Naranja.
- 5 de febrero: 
  - Cerca de Kabul (Afganistán) aparecen los restos de un avión en el que viajaban 104 personas, siniestrado durante una fuerte tormenta de nieve.
  - Llega a la costa española de Tenerife, un barco con 227 inmigrantes subsaharianos a bordo.
  - En Japón, nueve personas mueren en dos vehículos después de pactar el suicidio por Internet.
  - En Bagdad (Irak), la insurgencia iraquí secuestra a cuatro ingenieros egipcios.
- 6 de febrero: en Todolella (España) mueren 18 personas por inhalación de monóxido de carbono mientras dormían en un albergue rural.
- 7 de febrero: 
  - La británica Ellen MacArthur establece en 71 días y 14 horas el récord de la vuelta al mundo en solitario en un velero.
  - El sumergible Kaiko, dirigido por un grupo de científicos japoneses, encuentra muestras de vida en la fosa de las Marianas, la zona más profunda del planeta Tierra.
  - El equipo de Nueva Inglaterra, los Patriots, vence en la Super Bowl a los Eagles de Filadelfia, se adjudica su tercer título en cuatro años y reafirma su dominio en el fútbol americano.
  - En España comienza el proceso de regularización extraordinaria de inmigrantes, que trata de legalizar la situación de casi un millón de trabajadores extranjeros que viven en ese país.
  - En Berna (Suiza), tres hombres armados asaltan el consulado español.
  - Aslán Masjádov, líder independentista checheno, ordena una tregua a sus correligionarios y reclama una negociación al Kremlin.
  - En España, Elvira Lindo gana el Premio Biblioteca Breve con la novela Una palabra tuya.
- 9 de febrero: 
  - ETA hace estallar un coche bomba en el Campo de las Naciones de Madrid horas antes de que los Reyes inaugurasen ARCO.
  - En España, la policía detiene a 14 personas acusadas de pertenecer a ETA y da por desarticulado el aparato de captación de la banda terrorista.
  - Francia entrega a España al terrorista Karpov (Juan María Insausti Mugika), exjefe del aparato de formación de ETA.
  - En una cárcel de la República Dominicana mueren más de 130 presos en un incendio.
  - En Rusia, el matrimonio formado por Svetlena y Semión Beliáyev presenta el mayor crucigrama del mundo, formado por 64.371 palabras, que les costó más de siete años concluirlo.
- 10 de febrero: en Palestina, la organización Hamás rompe la tregua pactada dos días antes en Egipto por los líderes israelí y palestino, y lanza 50 misiles contra asentamientos judíos en Gaza.
- 11 de febrero: 
  - En Pakistán, se derrumba la presa de Shadi Kor; mueren 135 personas y desaparecen más de 500.
  - En el estado de Vargas (Venezuela), un temporal de lluvias torrenciales deja 16 muertos y miles de damnificados.
  - En España se inaugura el Año Internacional de la Física declarado por la Unesco con un acto en el Congreso de los Diputados.
  - En la Patagonia, investigadores argentinos encuentran el único yacimiento existente hasta ahora de huevos de dinosaurio con embriones en su interior.
  - En Argentina, un motín en una cárcel concluye con ocho muertos y 30 heridos.
- 12 de febrero: 
  - En Suecia, el grupo ABBA se reúne por primera vez en más de treinta años en el estreno del musical Mamma Mia!.
  - En Paraguay, se publica por última vez el diario Noticias, que anunció su cierre por problemas económicos.
  - Se incendia la Torre Windsor en Madrid, España.Incendio de la Torre Windsor
- 14 de febrero: 

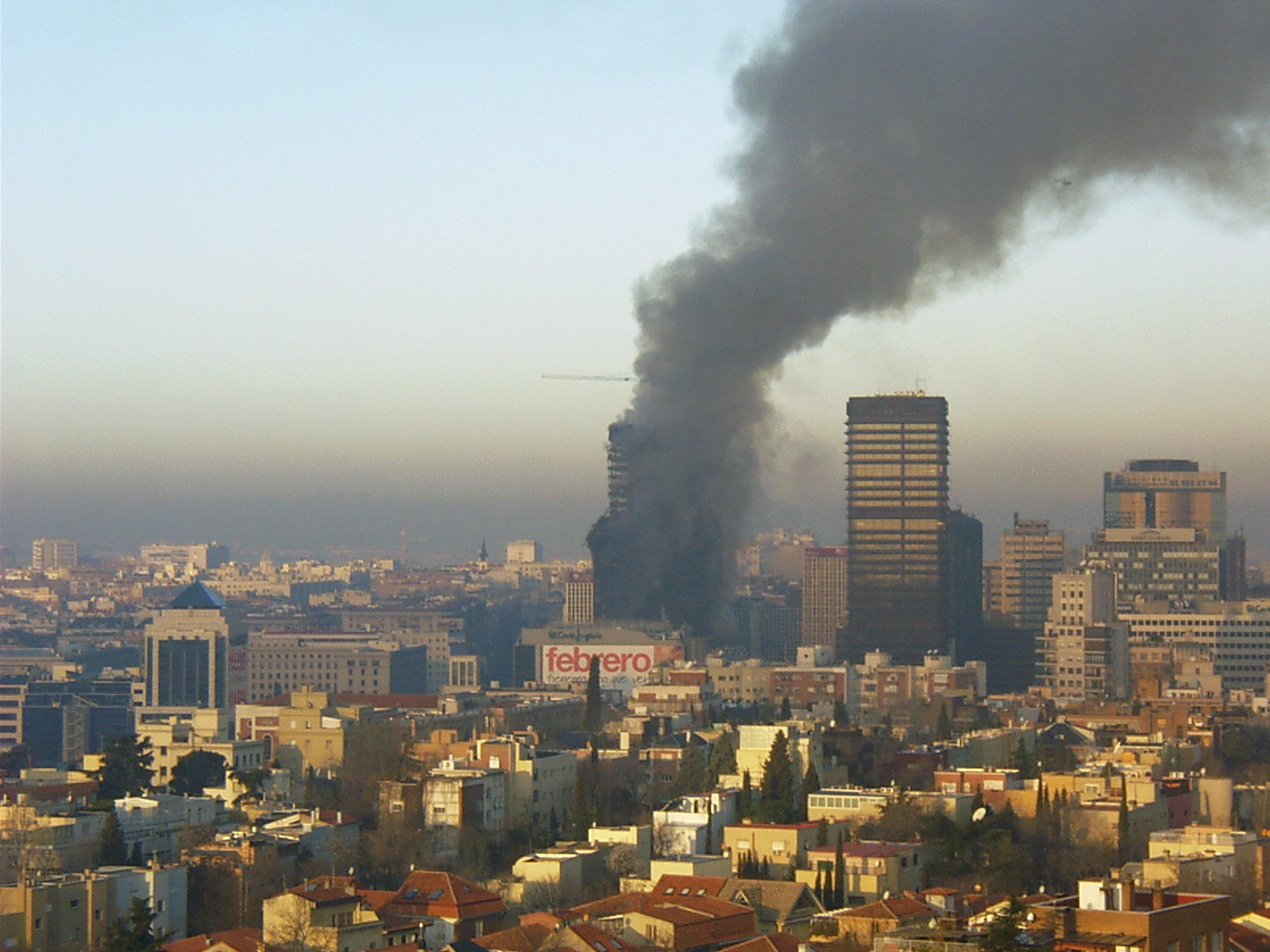
Incendio de la Torre Windsor

  - En Beirut (Líbano) fallece en un brutal atentado el primer ministro Rafik Hariri, hecho que marca el principio del fin de la ocupación siria en el país, iniciada en 1980.
  - En la provincia de Liaoning (en el noreste de China), una explosión en una mina de carbón causa 203 muertos.
  - En San Bruno (California) Estados Unidos se funda el sitio web YouTube por Chad Hurley, Steve Chen y Jawed Karim.
  - En España se obtiene y se secuencia, por vez primera en fósiles de la península ibérica, ADN de neandertales.
  - En el incendio de una mezquita en Teherán (Irán) mueren 59 personas.
  - En Filipinas, tres atentados islamistas dejan 11 muertos.
- 15 de febrero: en Uruguay se renueva la Cámara de Diputados y Senadores. Por primera vez en estas cámaras la coalición de izquierda, Frente Amplio, tiene mayoría de legisladores.
- 16 de febrero: 
  - Entra en vigor el Protocolo de Kioto, convenio mundial para reducción de gases para el efecto invernadero.
  - Un científico español descubre que el hongo Cándida famata es causa de ceguera.
  - En España, Rafael Vera ―ex secretario de Estado de Seguridad de España durante varios Gobiernos socialistas― ingresa en prisión por un delito de malversación de caudales públicos.
  - Un grupo de científicos estadounidenses data los restos más antiguos de Homo sapiens en 200 000 años.
  - E Parlamento israelí aprueba la ley de retirada de una veintena de asentamientos judíos en Gaza y la entrega del territorio a la ANP, 38 años después de la ocupación.
- 17 de febrero: 
  - La Agencia Española del Medicamento aprueba el uso del fármaco bortezomib, que consigue frenar la progresión del mieloma.
  - Un nuevo reglamento refuerza los derechos de los pasajeros que viajen en compañías aéreas de la Unión Europea.
- 18 de febrero: 
  - En Reino Unido se prohíbe por ley la caza del zorro, de la liebre y otros deportes que matan mamíferos salvajes.
  - La revista Science presenta el primer mapa de las mínimas diferencias genéticas existentes entre los seres humanos.
- 20 de febrero: 
  - En España se realiza un referéndum nacional para la ratificación de la Constitución Europea. La participación fue de solo el 42 %. El 76,7 % de los votantes aprueba la nueva Constitución.
  - En el río Buri Ganges (Bangladés), naufraga un ferry; mueren 80 y desaparecen más de 100.
  - David Canal consigue el récord nacional de los 400 metros en pista cubierta, estableciendo una nueva marca de 45,93 s.
  - La selección española de fútbol sala se proclama campeona de Europa por tercera vez en su historia tras derrotar en la final a la selección de Rusia por 2-1.
  - Ruud Lubbers, alto comisario de ACNUR, dimite por las acusaciones de acoso sexual.
- 21 de febrero: 
  - La revista Nature publica el descubrimiento de los pangenes, un tipo de genes que controla la diferenciación de las células madre y el momento en que esta se produce.
  - El lehendakari Juan José Ibarretxe, disuelve el Parlamento Vasco y convoca elecciones para el 17 de abril de 2005.
  - Un derrumbe en las obras de ampliación de la Línea 1 (Metro de Madrid) provoca la muerte de un trabajador y heridas a otros siete.
  - El Gobierno israelí libera a 500 prisioneros palestinos.
- 22 de febrero: 
  - El Gobierno chino anuncia la construcción de "eco-edificios" con los que espera ahorrar un 65 % de energía y ayudar, así, al cumplimiento del Protocolo de Kioto.
  - El Parlamento Europeo aprueba por mayoría la imposición de sanciones criminales para frenar los vertidos de hidrocarburos.
  - Roberto Bolaño gana el Premio Salambó con su obra póstuma 2666.
  - En Irán, un terremoto de 6,4 sacude la provincia de Kerman dejando 612 muertos y 1.411 heridos.
- 23 de febrero: 
  - Un equipo de científicos de la Universidad de Cardiff descubre una galaxia formada por materia oscura situada a 50 millones de años luz.
  - El Ministerio de Sanidad español aprueba los primeros cuatro proyectos de investigación sobre células madre.
  - Se confirman, por vez primera, los efectos relativistas predichos por la teoría de la relatividad de Albert Einstein para las cercanías de los agujeros negros.
  - Madrid se colapsa ante la mayor nevada de las últimas dos décadas.
- 24 de febrero: 
  - La insurgencia iraquí asesina a 15 policías en Tikrit.
  - En São Paulo (Brasil) se inaugura la mayor sede del Instituto Cervantes en Iberoamérica.
  - Los químicos Laura Gagliardi (Universidad de Palermo) y Björn Roos (Universidad de Lund) publican en la revista Nature el descubrimiento de un nuevo tipo de enlace químico que está formado por 10 electrones, el equivalente a cinco enlaces covalentes.
- 28 de febrero: en Colombia, la empresa Avianca ―la aerolínea más grande e importante de Colombia― cambia su imagen después de que en diciembre de 2004 hubiera sido comprada por Germán Efromovich, y después de una bancarrota fallida.

### Marzo
- 1 de marzo: 
  - La agrupación musical irlandesa Celtic Woman publica su álbum debut titulado homónimamente Celtic Woman. El álbum se mantuvo por 68 semanas en el #1 de las listas de World Music.
  - En Uruguay, Tabaré Vázquez asume la Presidencia de la República, siendo el primer gobierno de izquierda en la historia del país.
  - Madrid registra la temperatura más baja en un día de marzo de los últimos 105 años, –5 °C en el Retiro.
  - Un informe de la FAO concluye que la inanición amenaza la vida de más de 800 millones de personas en 36 países, 23 de ellos africanos.
  - Se publica la primera prueba de que las alteraciones de la insulina cerebral están relacionadas con la enfermedad de Alzheimer.
- 3 de marzo: 
  - Se detecta una población de lince ibérico en los Montes de Toledo que se creía extinta desde hace quince años.
  - Sale a la venta en España el primer número del periódico quincenal Diagonal.
  - La escritora colombiana Ángela Becerra gana el Premio Azorín con la novela El penúltimo sueño.
- 8 de marzo:
  - En el distrito de Monteverde, Puntarenas, Costa Rica tres asaltantes de nacionalidad nicaragüense, entraron al Banco Nacional de la localidad, en el asalto mueren 9 personas, es el asalto más brutal a un banco en la historia del país.
- 11 de marzo: se funda el sitio web Windows Small Business Server.
- 14 de marzo: en Beirut (Líbano) se realizan protestas masivas contra la influencia siria.
- 20 de marzo: un terremoto de 6,6 sacude la ciudad japonesa de Fukuoka dejando 1 muerto y 500 heridos.
- 22 de marzo: 
  - En Minnesota (Estados Unidos), un joven estadounidense, admirador de Hitler, mata a sus abuelos, a cinco compañeros de instituto y a un profesor y un vigilante antes de suicidarse.
  - Se celebra el Día Mundial del Agua con el lema "El agua, fuente de vida", con la que se inaugura el Decenio Internacional del Agua, establecido por la Asamblea General de la Organización de las Naciones Unidas (ONU).
- 23 de marzo: 
  - El Parlamento de Pristina nombra al líder de la Alianza para el futuro de Kosovo, Bajram Kosumi, nuevo jefe del Ejecutivo.
  - La policía francesa detiene a dos presuntos miembros de ETA, uno de los cuales puede ser el subjefe de los comandos de la banda, Joseba Segurola.
  - El ayuntamiento de Guadalajara retira las estatuas del dictador Francisco Franco y del fundador de Falange Española, José Antonio Primo de Rivera.
  - Científicos españoles describen, por primera vez, la estructura del virus de la viruela.
  - Los astrónomos ven por primera vez luz de planetas extrasolares.
- 26 de marzo: 
  - En el aeropuerto El Embrujo, de la isla de Providencia (Colombia) un Let L-410 Turbolet de West Caribbean Airways cayó tras despegar; mueren ocho personas (incluida la tripulación) y seis más quedaron heridas.
  - En Inglaterra regresa a la televisión la serie Doctor Who
- 28 de marzo: Un terremoto de 8,6 y un tsunami dejan 1.314 muertos en las islas de Nias y Simeulue.
- 29 de marzo: en Estados Unidos, el grupo irlandés U2 inicia la gira mundial Vertigo-Tour en San Diego.
- 30 de marzo: El exjugador Andrés Mendoza falla un gol más recordado del fútbol peruano cuando la Selección Peruana de Fútbol jugaba con Ecuador, mientras estaban empatando 2-2 el partido estaba por terminar (88'), este hecho orcurrió en las Eliminatorias de Conmebol para la Copa Mundial de Fútbol de 2006.

### Abril
- 1 de abril: 

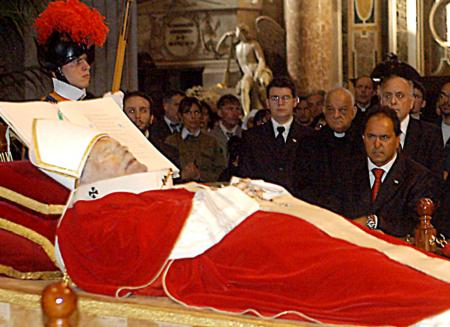
Fallece el papa Juan Pablo II.

  - Se funda en Barcelona el Centro Nacional de Supercomputación.
  - Se inaugura en León el MUSAC el Museo de Arte Contemporáneo de Castilla y León.
  - La policía detiene en Madrid a trece personas presuntamente relacionadas con los atentados del 11-M.
  - Un presunto comando de policías militares asesina indiscriminadamente a 30 personas en Río de Janeiro.
- 2 de abril: 
  - En la Ciudad del Vaticano, muere el papa Juan Pablo II víctima de septicemia a los 84 años después de varias horas de agonía, a las 21:37, hora local (UTC+2).
  - Mueren en un accidente de helicóptero nueve australianos que participaban en una misión de ayuda humanitaria en las zonas de Indonesia afectadas por el último terremoto.
- 3 de abril: en Buenos Aires se celebra el centenario del Club Atlético Boca Juniors.
- 4 al 8 de abril: en Mar del Plata se celebra una reunión internacional del ICANN.
- 6 de abril: 
  - En Colombia mueren 17 militares en una presunta emboscada de las FARC.
  - En Reino Unido se crea la empresa Nitrome.
  - Fallece el príncipe Rainiero III de Mónaco.
- 7 de abril: 
  - En Guipúzcoa (País Vasco), la policía detiene a tres presuntos miembros de ETA, relacionados con el comando Donosti.
  - En el barrio de la mezquita de Al Azhar de El Cairo (Egipto) mueren dos turistas en un atentado.
  - India y Pakistán reanudan, después de más de 50 años, el servicio de autobuses que une las capitales de las dos Cachemiras.
  - México: en medio de uno de los episodios políticos-legales más controvertidos en los tiempos recientes de la Historia de México, le es retirado el fuero al alcalde de la Ciudad de México, Andrés Manuel López Obrador.
- 8 de abril: 
  - En la Ciudad del Vaticano se llevan a cabo las exequias del papa Juan Pablo II; será considerado el funeral más grande de toda la historia.
  - En el océano Pacífico se ve un eclipse total de sol
- 9 de abril: en Reino Unido el príncipe Carlos de Gales se casa con su segunda esposa, Camila de Cornualles. La boda, indicada principalmente para el día anterior, 8, fue interrumpida por el viaje de Carlos al Vaticano para los funerales del papa Juan Pablo II, fallecido el 2 de abril.
- 10 de abril: en Jerez de la Frontera (España) Martín Cárdenas debuta con el equipo Aprilia Germany como piloto del MotoGP en la categoría 250 cc.
- 11 de abril: el grupo automovilístico MG-Rover se declarra en bancarrota tras las nulas conversaciones con el consorcio chino SAIC.
- 17 de abril: en el País Vasco (España) la coalición EAJ-PNV/EA gana las elecciones en esa comunidad autónoma, formando así gobierno presidido de nuevo por Juan José Ibarretxe.
- 18 de abril: en Roma comienza el cónclave para elegir un nuevo pontífice tras la muerte del papa Juan Pablo II.
- 19 de abril: en Roma, el cónclave elige papa al cardenal Joseph Ratzinger, quien adopta el nombre de Benedicto XVI sustituyendo a Juan Pablo II
- 20 de abril: en Ecuador el presidente Lucio Gutiérrez es destituido por el Congreso de Ecuador por abandono del cargo, y reemplazado por el vicepresidente Alfredo Palacio.
- 23 de abril: en Estados Unidos, Jawed Karim sube el primer vídeo de YouTube.
- 25 de abril: en Osaka (Japón) un tren de pasajeros se estrella contra un edificio de apartamentos.
- 26 de abril: el ejército sirio abandona el Líbano.
- 27 de abril: primer vuelo del avión europeo Airbus A380.
- 29 de abril: Apple Computer pone a la venta su sistema operativo Mac OS X v10.4
- 30 de abril: El Chelsea F.C. se consagra campeón de la Premier League 2004/05.

### Mayo
- 1 de mayo: inicia sus transmisiones FX Latinoamérica
- 5 de mayo:
  - El Club Atlético Colón de la ciudad de Santa Fe, Argentina celebra 100 años de vida.
  - En Reino Unido se celebran elecciones generales.
- 12 de mayo: es capturado por la policía colombiana el expolítico Alberto Santofimio Botero por el asesinato de Luis Carlos Galán ocurrido en 1989.
- 17 de mayo: 
  - El Congreso español aprueba, con el único voto en contra de los populares, la resolución promovida por el grupo socialista que autoriza al Gobierno a entablar conversaciones con ETA en el supuesto de que la banda abandone definitivamente las armas.
  - El parlamento boliviano promulga la polémica Ley de Hidrocarburos.
  - En Los Ángeles (Estados Unidos), el demócrata Antonio Villaraigosa, hijo de inmigrantes mexicanos, se convierte en el primer alcalde hispano de esa ciudad.
  - Neurólogos españoles describen por primera vez las manifestaciones clínicas de una rara malformación cerebral llamada urelgia.
- 18 de mayo: 45 militares chilenos fallecen durante una tormenta de "viento blanco", en lo que sería conocido como Tragedia de Antuco.
- 19 de mayo: en México desaparece la televisora independiente CNI Canal 40.
- 21 de mayo: Grecia vence en el Festival de la Canción de Eurovisión 2005 celebrado en Kiev, Ucrania, por primera vez en la historia de este concurso. La ganadora es la cantante Helena Paparizou con su tema "My Number One".
- 25 de mayo: 
  - En Surinam, son realizadas elecciones legislativas y presidenciales, el presidente Ronald Venetiaan es reelecto en el cargo.
  - El Liverpool Football Club derrota en penales al AC Milan en la final de la UEFA Champions League 2004-2005, luego de ir pediendo al medio tiempo por 3-0 y empatar el partido en un lapso de 10 minutos 3-3 en el segundo tiempo, en la que es considerada por muchos la final más emocionante de la historia del torneo.
- 28 de mayo: se lanza en Argentina la Campaña Nacional por el Derecho al Aborto Legal, Seguro y Gratuito como resultado de los debates y resoluciones de los Encuentros Nacionales de Mujeres de los dos años previos.
- 29 de mayo: 
  - en el referéndum sobre la Constitución Europea en Francia gana el no con un 55 %.
  - el Club América gana su décimo título en el Torneo Clausura 2005 (México) contra Tecos con marcador global de 7-4.
- 31 de mayo: la canadiense Natalie Glebova es coronada Miss Universo en Bangkok, Tailandia.

### Junio
- 1 de junio: 
  - En el referéndum sobre la Constitución Europea en los Países Bajos gana el «no» con un 60 %.
  - En México Carlos Abascal Carranza fue Secretario del Trabajo y Previsión Social y ahora como nuevo Secretario de Gobernación en sustitución de Santiago Creel Miranda.
- 5 de junio: en el referéndum sobre los acuerdos de Schengen (Luxemburgo) y Dublín (Irlanda) celebrado en Suiza gana el «sí» con un 54,6 %.
- 7 de junio:
  - en los Estados Unidos, la banda británica de rock alternativo Coldplay, lanza al mercado su tercer álbum de estudio titulado X&Y, tras los éxitos de Parachutes (2000) y A Rush of Blood to the Head (2002), respectivamente.
  - En Bolivia, Carlos Mesa renuncia al cargo de presidente.
- 8 de junio: en Corea del Sur debuta la banda SS501.
- 9 de junio: En Bolivia, Eduardo Rodríguez Veltzé es nombrado nuevo presidente.
- 10 de junio: Comienza la 15.ª Edición de la Copa Mundial de Fútbol Sub-20 de 2005 en los Países Bajos.
- 11 de junio: En Estados Unidos, la banda Destiny's Child anuncia su separación.
- 13 de junio: 
  - En Estados Unidos, Michael Jackson es absuelto de todos los cargos que se le imputaban
  - En Chile, se registra un terremoto de 7,8 que deja 11 muertos y 182 heridos.
- 15 de junio: Comienza la 7.ª edición de la Copa FIFA Confederaciones 2005 por primera vez en Alemania.
- 17 de junio: Se estrena la serie The Buzz on Maggie en Disney Channel.
- 19 de junio: 
  - En las elecciones al Parlamento de Galicia el Partido Popular pierde la mayoría absoluta después de 15 años en el poder
  - Se pone en marcha del Metrobús (Ciudad de México).
- 24 de junio: 
  - Mahmud Ahmadineyad, elegido presidente de Irán.
  - En Almería, España, se inauguran los XV Juegos Mediterráneos de 2005.
- 29 de junio: 
  - Declaración de Gran Canaria como Reserva Mundial de la Biosfera por la Unesco.
  - Se funda Petrocaribe en Venezuela.
  - En Fráncfort (Alemania). Finaliza la Copa FIFA Confederaciones y Brasil se proclama campeón por segunda vez tras derrotar a Argentina por 4-1.
- 30 de junio: 
  - Se aprueba la ley del matrimonio igualitario en España.
  - En Jerusalén, en una marcha de orgullo gay un fanático religioso apuñala a tres personas. Es condenado a 10 años de prisión.[1] Tres semanas después de salir libre asistirá a la marcha gay de 2015, donde apuñalará a 12 personas.[2]

### Julio
- 2 de julio: 
  - Se celebran nueve conciertos simultáneos en distintas ciudades del planeta (Live 8) para exigir el fin de la pobreza en el mundo, que también marcó el regreso temporal de Pink Floyd.
  - En Utrecht (Países Bajos) finaliza el Mundial sub-20 y Argentina se corona campeón del mundo por quinta vez de esta categoría tras vencer a Nigeria por 2-1.
- 3 de julio: 
  - en España, el gobierno de José Luis Rodríguez Zapatero aprueba el matrimonio igualitario. España pasa a ser el tercer país del mundo en aprobar el matrimonio LGBT.
  - en Almería, España, se produce la ceremonia de clausura de los XV Juegos Mediterráneos 2005.
- 6 de julio: 
  - En Singapur, los miembros del COI designan a la ciudad de Londres como escenario de los Juegos Olímpicos del 2012, superando a las favoritas París y Madrid y a otras dos ciudades, Nueva York y Moscú.
  - En El Salvador, agentes policiales disuelven violentamente una manifestación estudiantil concentrada frente al campus central de la Universidad de El Salvador.
- 7 de julio: Múltiple atentado terrorista en Londres, en tres vagones de metro y en un autobús urbano, causando 56 víctimas mortales y 700 heridos.
- 14 de julio: Finaliza el séptimo National Geographic World Championship (Campeonato Mundial de Geografía), con la coronación de los Estados Unidos como campeones mundiales por cuarta vez consecutiva.
- 17 de julio: Once personas mueren calcinadas mientras trabajaban en las labores de extinción de un incendio forestal declarado en Riba de Saelices (Guadalajara), el cual arrasa unas 12 000 hectáreas.
- 19 de julio: el entrenador de origen argentino Rubén Omar Romano fue secuestrado a las afueras de las instalaciones del Club Cruz Azul. Fue liberado 64 días después.
- 21 de julio: Atentados fallidos en Londres, dos semanas después de los atentados del 7-J.
- 26 de julio: Marcial Ayaipoma se convierte en presidente del Congreso de la República del Perú para el periodo 2005-2006.
- 28 de julio: el IRA (Ejército Republicano Irlandés) anuncia formalmente el cese de la lucha armada.
- 31 de julio: el canal Locomotion cesó sus transmisiones para remplazarlo por Animax debido a que la empresa Pramer le vendió el canal a Sony Pictures.

### Agosto
- 1 de agosto: La sonda MESSENGER de la NASA sobrevuela la Tierra para dirigirse al Sistema Solar interior.
- 2 de agosto: 
  - Emilio Pérez Touriño es nombrado presidente de la Junta de Galicia.
  - El vuelo 358 de Air France, un Airbus A340 que volaba entre París (Francia), y Toronto (Canadá), se estrella al aterrizar en el aeropuerto internacional en medio de una tormenta: hay algunos heridos, pero todos sus ocupantes sobreviven.
- 5 de agosto: Fatídico incendio en Casavieja, en la provincia de Ávila, España, que se cobró la vida de una persona. Calcinó más de 800 hectáreas de monte en la Sierra de Gredos.
- 6 de agosto: Vuelo 1153 de Tuninter, un ATR 72 de Tuninter en ruta de Bari (Italia), a Yerba (Túnez), se estrella en el mar Mediterráneo cuando lo sobrevolaba a unas 18 millas de la ciudad de Palermo, muriendo dieciséis de las treinta y nueve personas que viajaban a bordo.
- 7 de agosto al 21 de agosto: 6.ª conferencia global en promoción de la salud en Bangkok.
- 14 de agosto: 
  - Vuelo 522 de Helios Airways, un Boeing 737 se estrella a 40 km de Atenas debido, al parecer, a un fallo en el sistema de refrigeración y presurización, falleciendo los 115 pasajeros y los 6 tripulantes.
  - En Boom (Bélgica), se inaugura el festival de Tomorrowland.
- 14 al 21 de agosto: X Olimpiada Iberoamericana de Química 2005, en Lima, Perú.
- 15 de agosto: Entra en vigencia en Venezuela el uso de la gasolina sin tetraetileno de plomo.
- 16 de agosto: 
  - Vuelo 708 de West Caribbean, un avión Boeing MD-82 se estrella en la población de Machiques, Venezuela y mueren sus 160 ocupantes. También se estrella en Afganistán un helicóptero con 17 militares españoles a bordo, quienes murieron (ver Accidente del helicóptero español en Afganistán de 2005).
  - Accidente de helicóptero en Afganistán de 2005). Ese mismo día, se inicia el desalojo israelí de la Franja de Gaza, la cual se considera parte del territorio del futuro estado palestino.
  - En Japón, un terremoto de 7,2 sacude la prefectura de Miyagi en Japón, causando daños y cortes de energía.
- 21 de agosto: En Colonia (Alemania) finaliza la Jornada Mundial de la Juventud en el Mariendfeld. Más de 2.53 millones de jóvenes asisten a una misa de clausura siendo considerada el mayor evento de asistencia de personas en la historia alemana, superando así a la caída del muro de Berlín.
- 23 de agosto: 
  - Un ciclón extratropical afecta la costa uruguaya, produce graves daños materiales en los departamentos de Uruguay de Montevideo, Canelones, Maldonado, Rocha, San José y Colonia. Las muertes directa e indirectamente por el temporal es de 10 personas y daños por más de 10 millones de dólares los que lo convierte en el más devastador temporal de la historia del país.
- 24 de agosto:
  - Fallece en accidente de tránsito el cantante colombiano Kaleth Morales.
  - Vuelo 204 de TANS Perú, un Boeing 737-244 de TANS Perú se estrella a 5 km del aeropuerto de la ciudad peruana de Pucallpa, durante una extraña tormenta de granizo, matando a 40 de sus 98 ocupantes.
- 28 de agosto: A las 9:30 de la mañana, el alcalde de Nueva Orleans evacuar la zona inmediatamente previendo la llegada del huracán Katrina. A los que no pueden marcharse, se les ordena ir al Superdome.
- 29 de agosto: El huracán Katrina, como una tormenta de Categoría 3 toca tierra a las 6:10 a. m. CDT (11:10 a. m. UTC). El ojo queda justo al este de Nueva Orleans, Luisiana. Produce cuantiosos daños materiales en los estados de Estados Unidos de Luisiana, Misisipi, Alabama, Tennessee y el oeste de Florida. Esta fecha es conocida como Black Monday ("lunes negro") por los habitantes de Nueva Orleans y muchos residentes de la costa del golfo.[3] En ese momento la cuenta de muertos alcanza 55.[4] El Katrina llega a alcanzar la Categoría 5.
- 30 de agosto: 
  - Con posterioridad al huracán Katrina: la cuenta de muertos en Biloxi (Misisipi), podría llegar a 80. El alcalde A.J. Holloway declara que el Katrina "es nuestro tsunami", comparando la catástrofe con el terremoto y tsunami de 2004 en el océano Índico. Los residentes hablan de una marejada ciclónica más alta que la del huracán Camille. La autopista 90 a lo largo de Gulfport (estado de Misisipi), queda destruida. Nueva Orleans, Luisiana, casi completamente inundada cuando se rompen los diques a lo largo del lago Pontchartrain. Al menos se hizo un intento de reparar el dique, pero sin éxito. Filtraciones de gas contaminan las aguas inundadas. El primer lugar de evacuación en el Louisiana Superdome es seguro, con agua que solo llegaba a un metro afuera. No se dan cifras de muertos. La gobernadora Kathleen Blanco ordena la evacuación de toda persona que permanezca en Nueva Orleans. La marejada ciclónica ha destruido totalmente la carretera elevada Interestatal 10 que conecta el lado este de Nueva Orleans con la Luisiana continental sobre el extremo este del lago Pontchartrain. La Cruz Roja estadounidense declara que el esfuerzo de alivio excederá en amplitud después de los ataques del 11 de septiembre de 2001.
  - El petróleo alcanza una cotización de 70/bbl US$ por segunda vez, cierra a $69.35 en la Bolsa de Nueva York. La gasolina se espera que suba también.[5] Se reportan inicialmente más de 1000 fallecimientos y se estima que los daños causados podrían ascender a 26 000 millones de dólares, siendo el más costoso en la historia de Estados Unidos.
- 31 de agosto: Estampida sobre el puente Al-Ayma, en Bagdad, capital de Irak, donde fallecen cerca de 2000 personas cuando intentaban huir de una supuesta alarma por amenaza terrorista.

### Septiembre
- 1 de septiembre: Sony Computer Entertainment lanza la PlayStation Portable (PSP).
- 8 de septiembre: llega a Nueva Orleans (Estados Unidos) la ayuda del ejército mexicano después del huracán Katrina.
- 9 de septiembre: Se lanza la cadena de televisión PBS Kids Sprout.
- 11 de septiembre: el estado de Israel declara oficialmente su intención de dejar el disputado territorio de la Franja de Gaza después de 38 años de ocupación.
- 13 de septiembre: fallece el expresidente colombiano Julio César Turbay Ayala.
- 14 de septiembre: 
  - En Bagdad (Irak) una serie de atentados causa 154 muertos y más de 500 heridos, en su mayor parte chiíes. El grupo terrorista Al Qaeda se adjudica los atentados.
  - En Italia explota la sede del comando provincial de los Carabineros: muere un policía.
- 15 de septiembre: en Surinam, Ronald Venetiaan asume su tercer gobierno constitucional.
- 21 de septiembre: en el Aeropuerto de Los Ángeles (Estados Unidos) el Vuelo 292 de JetBlue Airways logra un aterrizaje de emergencia: los pasajeros y la tripulación salen ilesos.
- 25 de septiembre: 
  - Fernando Alonso consigue su primer título mundial de F1 siendo así el más joven de la historia (por aquel entonces) y el primer español en lograrlo.
  - En el referéndum sobre la libre circulación de los 10 nuevos miembros de la Unión Europea en Suiza, el «sí» gana con un 56 %.
  - En Perú, un terremoto de 7,5 sacude la Amazonía, destruyendo la ciudad de Lamas y dejando un saldo de 20 muertos y 266 heridos.
- 26 de septiembre: en República Dominicana se estrena en Antena Latina, Noticias SIN (Servicios Informativos Nacionales), bajo la dirección de Alicia Ortega y Miguel Hasbún, siendo el reemplazo de Noticias en Antena.

### Octubre
- 1 de octubre: en Santa Ana (El Salvador) hace erupción el volcán Ilamatepec.
- 2 de octubre: en Lima (Perú) la selección de fútbol de México derrota 3 a 0 a la de Brasil, y se procalma campeona del mundo Sub 17.
- 3 de octubre: un eclipse de Sol es visible desde España.
- 8 de octubre: Un terremoto de 7,6 sacude Cachemira dejando un saldo de 87.351 muertos.
- 14 de octubre: en España, el club de fútbol Sevilla F. C. celebra su centenario.
- 16 de octubre: en Irak se celebra un referéndum popular para ratificar la nueva Constitución del país. El 78 % de los votantes vota a favor y la Constitución queda aprobada y entra en vigor.
- 19 de octubre: comienza a desarrollarse el huracán Wilma, el ciclón tropical más intenso registrado en el océano Atlántico, y el 10.º más fuerte de todo el mundo. La noche del día siguiente, el huracán golpea la isla de Cozumel, para después golpear la península de Yucatán, Cuba y Estados Unidos.
- 21 de octubre: Tarja Turunen, vocalista de Nightwish, es expulsada del grupo luego del concierto en Helsinki que ponía fin al Once Tour.
- 22 de octubre: en Dinamarca, en una gala celebrada con motivo del 50 aniversario del festival Eurovisión, Waterloo (canción del grupo ABBA) es declarada la mejor canción de la historia de ese festival.
- 22 de octubre: En Santiago de Chile, comienza a funcionar la Red Metropolitana de Movilidad.
- 24 de octubre: Se lanza oficialmente Club Penguin.
- 31 de octubre: se lleva a cabo el Referéndum del Perú, sobre el tema de regionalización, ganando por amplia mayoría el NO.

### Noviembre
- 2 de noviembre: en Madrid (España), el Congreso de los Diputados aprueba la admisión a trámite del nuevo Estatuto de Autonomía de Cataluña con el apoyo de todos los grupos excepto el PP que el mismo día presentó un recurso de inconstitucionalidad.
- 4 a 5 de noviembre: se lleva a cabo, en la Ciudad de Mar Del Plata, en Argentina, la IV Cumbre de las Américas.
- 6 de noviembre: 
  - Alberto Fujimori llega a Santiago de Chile desde Tokio, a bordo de un vuelo privado, terminando con su exilio japonés.
  - En Corea del Sur se forma la boy band Super Junior.
- 12 de noviembre: la Real Academia Española y la Asociación de Academias de la Lengua Española efectúan la presentación oficial del Diccionario panhispánico de dudas.
- 17 de noviembre: 
  - Elecciones generales en las islas Malvinas.
  - En España Microsoft se lanza por Windows EMP
- 18 de noviembre: se estrena la cuarta película de la saga de Harry Potter, Harry Potter y el Cáliz de Fuego.
- 22 de noviembre: Angela Merkel es elegida primera mujer canciller de Alemania.
- 23 de noviembre: Se reinaugura el Metro Valparaíso desde la Estación Puerto Hasta la Estación Limache.
- 25 de noviembre: en Santiago de Chile se inaugura el sexto tramo de la Línea 2 del Metro de Santiago desde Cerro Blanco hasta Einstein.
- 26 de noviembre: 
  - Bielorrusia obtiene la victoria en el festival de Eurovisión Júnior con 149 puntos 3 puntos más que España.
  - En China, un terremoto de 5,2 deja 14 muertos y 370 heridos.
- 27 de noviembre: un terremoto sacude la isla iraní de Qeshm dejando 13 muertos.
- 28 de noviembre: 
  - En Buenos Aires, Felisa Miceli es nombrada Ministra de Economía de Argentina en reemplazo de Roberto Lavagna.
  - La tormenta tropical Delta azota las islas Canarias. Entre otros muchos daños derriba el Dedo de Dios, en la costa oeste de Gran Canaria.
- 29 de noviembre: Fundación de la micronación de Florida Occidental Británica.

- 30 de noviembre:

Número de la Línea 4 del Metro de Santiago.

  - En Santiago de Chile se inaugura el cuarto tramo de la Línea 5 del Metro de Santiago entre Bellavista de La Florida y Vicente Valdés.
  - Entra en servicio el primer tramo de la Línea 4 del Metro de Santiago de Chile.

### Diciembre
- 4 de diciembre: en Venezuela se celebran elecciones parlamentarias.
- 5 de diciembre: en Chile se inicia las transmisiones del canal  Telecanal.
- 5 de diciembre: Un terremoto de 6,8 sacude la República Democrática del Congo dejando 6 muertos.
- 6 de diciembre: en Reino Unido, David Cameron es elegido nuevo líder del Partido Conservador.
- 11 de diciembre: en Chile se celebran elecciones presidenciales y parlamentarias.
- 13 de diciembre: Un terremoto de 6,5 sacude Afganistán provocando la muerte de 5 personas.
- 13 de diciembre: en Estados Unidos se leen las candidaturas a los premios Globos de Oro.
- 13 de diciembre: en Estados Unidos Microsoft crea el servicio Windows Live
- 15 de diciembre: 
  - En Irak se celebran las primeras elecciones parlamentarias bajo la nueva Constitución del país; la fuerza política ganadora gobernará el país. La victoria es para los partidos religiosos chiitas.
  - En España se leen las candidaturas a los premios Goya.
  - En España se aprueba la Ley Antitabaco.
- 18 de diciembre: 
  - Fallece el ingeniero británico Keith Duckworth.
  - En Bolivia se celebran las elecciones presidenciales. Evo Morales ―candidato del Movimiento al Socialismo (MAS)― es electo presidente con el 53,7 % de los votos.
  - En Japón, el club de fútbol São Paulo FC gana el Campeonato Mundial de Clubes Copa Toyota Japón 2005.
- 25 de diciembre: 
  - En México, el volcán Popocatépetl entra en erupción.
  - En Ciudad del Vaticano, el papa recién electo Benedicto XVI saca su primer encíclica "Deus Caritas Est" (Dios es amor).
- 26 de diciembre: Uruguay reconoce a la República Árabe Saharaui Democrática (RASD).
- 27 de diciembre: estreno oficial de la serie de animación Ben 10.

### Fechas desconocidas
- Científicos chinos estiman "a la baja" la altura del monte Everest (8844 metros).
- Renace la subcultura "Emo" volviéndose rápidamente tendencia mundial.

## Fallecimientos
- Anexo:Fallecidos en enero de 2005
- Anexo:Fallecidos en febrero de 2005
- Anexo:Fallecidos en marzo de 2005
- Anexo:Fallecidos en abril de 2005
- Anexo:Fallecidos en mayo de 2005
- Anexo:Fallecidos en junio de 2005
- Anexo:Fallecidos en julio de 2005
- Anexo:Fallecidos en agosto de 2005
- Anexo:Fallecidos en septiembre de 2005
- Anexo:Fallecidos en octubre de 2005
- Anexo:Fallecidos en noviembre de 2005
- Anexo:Fallecidos en diciembre de 2005

## Arte y literatura
- 6 de enero: Pedro Zarraluki obtiene el premio Nadal por su novela Un encargo difícil.
- 3 de junio: el Museo del Prado y el Instituto Cervantes anuncian la atribución de la pintura inédita San Jerónimo leyendo una carta al pintor francés Georges de La Tour.
- 16 de julio: la editora británica Bloomsbury y la estadounidense Scholastic pusieron a la venta el original inglés Harry Potter and the Half-Blood Prince (Harry Potter y el misterio del príncipe).
- Arturo Pérez-Reverte: No me cogeréis vivo (recopilación de artículos).
- Se publica la obra inédita de Eduardo Pondal, Os Eoas.

## Ciencia y tecnología

En 2005 se crea YouTube la página más popular de vídeos en línea.

- 14 de febrero: Se crea www.YouTube.com
- 8 de abril: Eclipse híbrido de sol visible de manera anular en Panamá, norte de Colombia y oeste de Venezuela.
- 8 de abril: lanzamiento de la distribución de Linux Ubuntu 5.04, The Hoary Hedgehog
- 9 de mayo: Se lanza el estudio de animación japonés A-1 Pictures
- 6 de junio: el Proyecto Debian anuncia el lanzamiento oficial de una nueva versión estable de su distribución, Debian GNU/Linux
- 29 de julio: el astrónomo Dr. Mike Brown, del Instituto de Tecnología de California (Estados Unidos), anuncia el descubrimiento de un nuevo planeta enano, Eris.
- 24 de agosto: en Estados Unidos se pone en funcionamiento el Google Talk.
- 3 de octubre: primer eclipse anular de sol del milenio visible en España.
- 13 de octubre: lanzamiento de la distribución de Linux Ubuntu 5.10, The Breezy Badger.

### Astronáutica
- 26 de julio: la Agencia Espacial estadounidense (NASA) reanuda los vuelos tripulados al espacio, enviando al transbordador Discovery a una misión de 12 días a la Estación Espacial Internacional. La misión había sido retrasada varios días debido a un fallo en uno de los sensores provocado por un desprendimiento en el casco de la nave.
- 12 de agosto: lanzamiento de la sonda estadounidense Mars Reconnaissance Orbiter a Marte.
- 9 de noviembre: la sonda espacial Venus Express de la Agencia Espacial Europea es lanzada rumbo a Venus.
- 28 de diciembre: se lanza con éxito y se pone en órbita el primer satélite de ensayos del futuro sistema europeo de localización Galileo, el GIOVE-A.

### Videojuegos
- Lanzamiento del videojuego Conker: Live & Reloaded para la consola Xbox, versión de Conker's Bad Fur Day.
- Lanzamiento del videojuego Battlefield 2 para la plataforma Microsoft Windows
- Lanzamiento mundial del videojuego Shadow the Hedgehog para GameCube, Xbox y PlayStation 2.
- Rockstar Games y Rockstar North estrenan Grand Theft Auto Liberty City Stories para PlayStation Portable, PlayStation 2 y  PlayStation 3.
- Lanzamiento del videojuego Crash Tag Team Racing para la consola PlayStation 2, GameCube, Nintendo DS, PlayStation Portable y Xbox.
- Lanzamiento del videojuego Pac-Man World 3 para la consola PlayStation 2, Xbox, Nintendo Gamecube y PlayStation Portable.
- Lanzamiento de Resident Evil 4, pionero en los juegos de terror con la cámara en los hombros.

## Deporte

### Atletismo
- 4 al 6 de marzo: Campeonato de Europa de atletismo en pista cubierta de 2005, Madrid.
- 15 de junio: Asafa Powell bate el récord del mundo de los 100 m lisos masculinos dejándolo en 9,77 segundos.
- 6 al 14 de agosto: Campeonato del mundo de atletismo en Helsinki.
- 13 de agosto: Yelena Isinbáyeva bate el récord del mundo de salto con pértiga, dejando el listón en 5,01 m.

### Automovilismo
- Fórmula 1: el 25 de septiembre, el español Fernando Alonso, tras quedar en tercera posición en el Gran Premio de Brasil, se coronó campeón del mundo de Fórmula 1.
- Campeonato Mundial de Rally: Sébastien Loeb (Citroën Xsara WRC).
- Rally París-Dakar: Stéphane Peterhansel (Francia), ganador por segundo año consecutivo.
- NASCAR: Tony Stewart Logra su 2.º campeonato en la Nextel Cup.

### Baloncesto
- NBA: los San Antonio Spurs vencen en la final a los Detroit Pistons por 4-3. Tim Duncan es elegido MVP de las finales.
- Euroliga: el Maccabi Tel Aviv (Israel) se proclama campeón el 8 de mayo al derrotar en la final, disputada en Moscú (Rusia), al TAU Baskonia de Vitoria (España), por 90-78. El jugador lituano del Maccabi Šarūnas Jasikevičius es designado jugador más valioso del torneo.
- Copa ULEB: el Lietuvos Rytas, de Lituania, campeón.
- Liga ACB: el Real Madrid se proclama campeón al derrotar en la final al Tau Cerámica Baskonia por 3-2, en el decisivo partido disputado en Vitoria el 26 de junio.
- 17 al 20 de febrero: Copa del Rey de Baloncesto: Zaragoza es la sede de la Copa del Rey de Baloncesto en España. Unicaja de Málaga se proclama campeón al derrotar al Real Madrid en la final con un marcador de 80-76 para los malagueños.
- Liga Dominicana de Baloncesto: los Reales de La Vega se proclamaron campeones al derrotar a los Panteras del Distrito Nacional.
- División Mayor del Básquetbol de Chile: Universidad Católica campeón.
- Liga Nacional de Baloncesto Profesional de México: Halcones UV Xalapa

### Balonmano
- Copa de Europa de Balonmano: el FC Barcelona se proclama campeón el 7 de mayo al derrotar en el partido de vuelta de la final, disputado en el Palau Blaugrana de Barcelona, al Club Balonmano Ciudad Real por 29-27. En el partido de ida se había impuesto el Ciudad Real por 28-27. El título supone la séptima Copa de Europa de Balonmano para el FC Barcelona.
- Recopa de Europa de Balonmano : el Ademar de León (España), se proclama campeón el 8 de mayo al derrotar en la final al RK Zagreb de Croacia.
- Copa EHF: Tusem Essen (Alemania), campeón.
- Liga ASOBAL (España): Portland San Antonio, campeón.

### Ciclismo
- Tour de Francia: Lance Armstrong gana su séptimo Tour de Francia, sin embargo la UCI decide 7 años después retirar los tours ganados por el tejano y así quedan vacantes las pruebas entre 1999-2005.
- Giro de Italia: Paolo Savoldelli vence el Giro de Italia.
- Vuelta a España: Denis Menchov vence tras la descalificación de Roberto Heras tras dar positivo por EPO, pero en diciembre de 2012 la justicia española hace efectiva las denuncias por irregularidades en control antidopaje ppr parte de Heras y le devuelve el título al español.
- Campeonato del Mundo: Campeonatos del Mundo de Ciclismo Madrid 2005: Tom Boonen se impone en los minduales de ciclismo en línea, siendo plata Alejandro Valverde.
- Varios: el belga Tom Boonen pasa a la leyenda al vencer consecutivamente el Tour de Flandes y la París-Roubaix.

### Fútbol
- Primera división española: 14 de mayo, el FC Barcelona se proclama campeón.
- Segunda división española: Cádiz CF campeón, ascienden también el Celta y el Alavés.
- Copa del Rey: 11 de junio, el Real Betis se proclama campeón al derrotar a Osasuna, por 2-1, en la prórroga, en la final disputada en el estadio Vicente Calderón.
- FA Premier League: Chelsea FC, campeón.
- Bundesliga (Alemania): FC Bayern Múnich, campeón.
- Liga de Brasil: Santos FC, campeón.
- Liga Argentina: Clausura: Club Atlético Vélez Sarsfield. Apertura: Boca Juniors
- Liga Argentina: El Club Atlético Colón celebra 100 años de vida.
- Campeonato Uruguayo: Nacional se consagra campeón.
- Campeonato Nacional de fútbol chileno: Apertura: Unión Española. Clausura: Universidad Católica
- Fútbol Profesional Colombiano:
  - Torneo Apertura: Atlético Nacional: Torneo Finalización: Deportivo Cali
- Serie A de Ecuador: Apertura: Liga de Quito. Clausura: El Nacional
- Primera división mexicana: Clausura: Club América. Apertura: Toluca
- Primera división paraguaya: Apertura:Cerro Porteño. Clausura:Cerro Porteño
- Liga Peruana: Apertura: Cienciano. Clausura: Sporting Cristal. Sporting Cristal, campeón.
- Liga venezolana de fútbol: Apertura Unión Atlético Maracaibo. Clausura Unión Atlético Maracaibo
- Campeonato Mundial de Clubes Copa Toyota Japón 2005: São Paulo FC, campeón.
- Copa Confederaciones 2005: Brasil campeón, Argentina subcampeón.
- Copa Mundial de Fútbol Juvenil de 2005: Argentina, campeón; Nigeria, subcampeón.
- Copa Mundial de Fútbol Sub-17 de 2005: México, campeón.
- Liga de Campeones: 25 de mayo: el Liverpool FC, entrenado por el español Rafael Benítez, se proclama campeón al derrotar en la final de al AC Milan en la tanda de penaltis.
- Copa de la UEFA: el CSKA Moscú se proclama campeón al derrotar por 3-1 al Sporting de Portugal en la final disputada en el estadio José Alvalade de Lisboa
- Copa de Campeones de la CONCACAF: Deportivo Saprissa campeón. Se convierte en el primer equipo clasificado al Mundial de Clubes en su segunda edición.
- Copa Libertadores de América: São Paulo FC campeón.
- Copa Sudamericana: Boca Juniors campeón.
- Recopa Sudamericana: Boca Juniors campeón.
- Bota de Oro: Diego Forlán del Villarreal C. F. y Thierry Henry del Arsenal FC, ambos con 25 goles.
- Jugador Mundial de la FIFA: Ronaldinho del Fútbol Club Barcelona
- Liga española de fútbol: 14 de octubre, el Sevilla FC celebra su centenario.
- Primera B: el Club Atlético Tigre gana el torneo de Primera B argentino, el Torneo Clausura.
- El Club Blooming, consigue el título de campeón de la Liga de Fútbol Profesional Boliviano.

### Fútbol americano
- Super Bowl XXXIX: New England Patriots.

### Golf
- Masters de Augusta: Tiger Woods, campeón.
- Abierto de los Estados Unidos de Golf: Michael Campbell, campeón.
- Abierto Británico de Golf: Tiger Woods, campeón.
- Campeonato de la PGA: Phil Mickelson, campeón.

### Motociclismo
- Campeonato del Mundo de Motociclismo:
  - MotoGP: Valentino Rossi
  - 250 cc: Daniel Pedrosa se proclama campeón del mundo por segunda vez en esta categoría.
  - 125 cc: el suizo Tom Lüthi se proclama campeón del mundo en 125 cc.
- Rally París-Dakar: Cyril Despres (Francia), ganador.

### Tenis
- Abierto de Australia: Hombres: Marat Safín vence a Lleyton Hewitt. Mujeres: Serena Williams vence a Lindsay Davenport.
- Roland Garros: Hombres: Rafael Nadal vence a Mariano Puerta. Mujeres: Justine Henin-Hardenne vence a Mary Pierce.
- Wimbledon: Hombres: Roger Federer vence a Andy Roddick. Mujeres: Venus Williams vence a Lindsay Davenport.
- US Open: Hombres: Roger Federer vence a Andre Agassi. Mujeres: Kim Clijsters vence a Mary Pierce.

- Copa Masters: David Nalbandian (campeón), Roger Federer (subcampeón).

- Copa Davis: Croacia (campeón), Eslovaquia (subcampeón).
- Copa Federación: Rusia (campeón), Francia (subcampeón).

### Otros deportes
- Copa de Europa de hockey sobre patines: 15 de mayo: el Barcelona se proclama campeón, y consigue su 16.º título, al derrotar por 3 a 2 al FC Porto en la final disputada en Reus.
- Rodeo chileno: Claudio y Rufino Hernández son campeones del Campeonato Nacional de Rodeo de 2005.

## Cine

### Estrenos

Star Wars III La Venganza de los Sith

#### Enero
- 5 de enero: Vida y color de Santiago Tabernero.
- 14 de enero: Héroe a rayas de Frederik Du Chau.
- 21 de enero: ¿Cuándo llegamos? de Brian Levant.
- 28 de enero: Accused de Jacob Thuesen.
- 28 de enero: Voces inocentes de Luis Mandoki.

#### Febrero
- 2 de febrero: Danny the Dog de Louis Leterrier.
- 5 de febrero: El Pozo de Renpei Tsukamoto.
- 11 de febrero: Winnie Pooh y el pequeño elefante de Frank Nissen.
- 11 de febrero: Hitch: Especialista en ligues de Andy Tennant.
- 15 de febrero: El gol de Morena de Nicolás Ciganda..
- 17 de febrero: Las Fieras Fútbol Club de Joachim Masannek.
- 18 de febrero: Constantine de Francis Lawrence
- 8 de febrero La máscara 2 de Lawrence Guterman.
- 18 de febrero: Mi mejor amigo de Wayne Wang.
- 24 de febrero: Sophie Scholl: Los últimos días de Marc Rothemund.
- 25 de febrero: Hey Honey de Mika Kaurismäki.
- 27 de febrero: Mar adentro de Alejandro Amenábar.

#### Marzo
- 4 de marzo: Be cool de F. Gary Gray.
- 4 de marzo: The jacket de John Maybury.
- 4 de marzo: Un canguro superduro de Adam Shankman.
- 9 de marzo: Tenemos un problema gordo de Gérard Jugnot.
- 10 de marzo: The White Diamond de Werner Herzog.
- 11 de marzo: Imaginium de Isaac Sandoval, Alberto Mar.
- 11 de marzo: Hostage de Florent Siri.
- 11 de marzo: Robots de Chris Wedge.
- 11 de marzo: Más allá del odio de Mike Binder.
- 11 de marzo: El violín de Francisco Vargas Quevedo.
- 13 de marzo: Reeker de Dave Payne.
- 14 de marzo: Elektra de  Rob S. Bowman.
- 16 de marzo: De latir mi corazón se ha parado de Jacques Audiard.
- 18 de marzo: El sabor de la sandía de Tsai Ming-liang.
- 18 de marzo: Manuale D'Amore de Giovanni Veronesi.
- 18 de marzo: Robots de Chris Wedge
- 18 de marzo: The ring 2 (La señal 2) de Hideo Nakata.
- 25 de marzo: Valiant de Gary Chapman.
- 30 de marzo: Vete y vive de Radu Mihaileanu.
- 31 de marzo: La última luna de Miguel Littín.

#### Abril
- 1 de abril: Sin City: La ciudad del pecado de Robert Rodriguez y Frank Miller.
- 7 de abril: Galatasaray-Dépor de Hannes Stöhr.
- 8 de abril: Reinas de Manuel Gómez Pereira.
- 8 de abril: Sahara de Breck Eisner.
- 13 de abril: Man to Man de Régis Wargnier.
- 13 de abril: Palíndromos de Todd Solondz.
- 15 de abril: La morada del miedo de Andrew Douglas.
- 21 de abril: Kebab Connection de Anno Saul.
- 21 de abril: Whisky Romeo Zulú de Enrique Piñeyro.
- 22 de abril: Enron: Los tipos que estafaron a América de Alex Gibney.
- 27 de abril: El secreto de Anthony Zimmer de Jérôme Salle.
- 29 de abril: Guía del Autoestopista Galáctico de Garth Jennings (basada en la obra de Douglas Adams).
- 29 de abril: Factótum de Bent Hamer.

#### Mayo
- 6 de mayo: El reino de los cielos de Ridley Scott.
- 6 de mayo: Heroína de Gerardo Herrero.
- 6 de mayo: La casa de cera de Jaume Collet-Serra.
- 11 de mayo: Lemming de Dominik Moll.
- 11 de mayo: Star Wars: Episodio III - La venganza de los Sith de George Lucas. Esta fue la última película de Star Wars con George Lucas
- 12 de mayo: El arco de Kim Ki-duk.
- 13 de mayo: La madre del novio de Robert Luketic.
- 13 de mayo: Modigliani de Mick Davis.
- 17 de mayo: L'Enfant (EL niño) de los hermanos Dardenne. Estrenada en el Festival de Cannes.
- 19 de mayo: Star Wars: Episodio III - La venganza de los Sith de George Lucas (estreno mundial).
- 20 de mayo: Love in Magic de Cheon Se-hwan.
- 27 de mayo: C.R.A.Z.Y. de Jean-Marc Vallée.
- 27 de mayo: El clan de los rompehuesos de Peter Segal.
- 27 de mayo: Madagascar de Eric Darnell y Tom McGrath.
- 27 de mayo: Quo vadis, baby? de Gabriele Salvatores.

#### Junio
- 3 de junio: Cinderella man de Ron Howard.
- 3 de junio: Manderlay de Lars von Trier.
- 3 de junio: Sueños de Shangai de Wang Xiaoshuai.
- 9 de junio: Cruzando el puente: Los sonidos de Estambul de Fatih Akin.
- 9 de junio: El viento de Eduardo Mignogna.
- 9 de junio: Zona libre de Amos Gitai.
- 10 de junio:Sr y Sra. Smith de Doug Liman.
- 10 de junio:Las aventuras de Sharkboy y Lavagirl de Robert Rodriguez.
- 15 de junio: Batman Begins de Christopher Nolan.
- 15 de junio: En la cumbre de Chris Terrio.
- 19 de junio: Initial d derrapando al limite de Andrew Lau, Alan Mak.
- 22 de junio: Herbie a tope de Angela Robinson.
- 29 de junio: Jóvenes oportunidades de Jean-Pierre Sinapi.
- 29 de junio: La guerra de los mundos de Steven Spielberg.

#### Julio
- 1 de julio: Rebote de Steve Carr.
- 8 de julio: Los 4 Fantásticos de Tim Story.
- 8 de julio: Murderball de Henry-Alex Rubin y Dana Adam Shapiro.
- 8 de julio: The decent de Neil Marshall.
- 15 de julio: Charlie y la fábrica de chocolate de Tim Burton.
- 15 de julio: Wedding Crashers de David Dobkin.
- 15 de julio: Maroa de Solveig Hoogesteijn.
- 15 de julio: Semen, una historia de amor de Daniela Fejerman e Inés París.
- 17 de julio: Tristram Shady: A Cock and Bull Story  de Michael Winterbottom.
- 20 de julio: Pokémon: Lucario y el misterio de Mew  de Kunihiko Yuyama.
- 22 de julio: La cicatriz de Pablo Llorca.
- 22 de julio: Los renegados del diablo de Rob Zombie.
- 22 de julio: Hustle & Flow de Craig Brewer.
- 28 de julio: El perro mongol de Byambasuren Davaa.
- 29 de julio: Siete espadas de Mike Mitchell.
- 29 de julio: Sky High: Una escuela de altos vuelos de Tsui Hark.
- 29 de julio: Sympathy for Lady Vengeance de Park Chan-wook.

#### Agosto
- 5 de agosto: Flores rotas de Jim Jarmusch.
- 5 de agosto: Historia de un secuestro de Arie Posin.
- 11 de agosto: Thai-Dragon de Prachya Pinkaew.
- 12 de agosto: Grizzly Man de Werner Herzog.
- 19 de agosto: Virgen a los 40 de Judd Apatow.
- 19 de agosto: Vuelo nocturno de Wes Craven.
- 24 de agosto: Pintar o hacer el amor de Arnaud Larrieu y Jean-Marie Larrieu.
- 25 de agosto: Llamando a las puertas del cielo de Wim Wenders.
- 26 de agosto: El secreto de los hermanos Grimm de Terry Gilliam.
- 26 de agosto: La caverna maldita de Bruce Hunt.
- 31 de agosto: El despertar del amor de John Irvin.

#### Septiembre
- 2 de septiembre: Princesas de Fernando León de Aranoa.
- 9 de septiembre: 3 agujas de Thom Fitzgerald.
- 9 de septiembre: El jefe de Les Mayfield.
- 9 de septiembre: Una vida por delante de Lasse Hallström.
- 14 de septiembre: La verdad oculta de John Madden.
- 15 de septiembre: Algo parecido a la felicidad de Bohdan Sláma.
- 15 de septiembre: La dignidad de los nadie de Fernando E. Solanas.
- 15 de septiembre: La masai blanca de Hermine Huntgeburth.
- 16 de septiembre: Cry Wolf de Jeff Wadlow.
- 16 de septiembre: El señor de la guerra de Andrew Niccol.
- 16 de septiembre: Obaba de Montxo Armendáriz.
- 16 de septiembre: Ojalá fuera cierto de Mark Waters.
- 16 de septiembre: Thumbsucker de Mike Mills.
- 17 de septiembre: Shinobi de Ten Shimoyama.
- 20 de septiembre: El ABC del amor de Mark Levin.
- 23 de septiembre: El método de Marcelo Piñeiro.
- 23 de septiembre: El mito de Stanley Tong.
- 23 de septiembre: Plan de vuelo: Desaparecida de Robert Schwentke.
- 23 de septiembre: Una historia de violencia de David Cronenberg.
- 28 de septiembre: Gabrielle de Patrice Chéreau.
- 28 de septiembre: Nunca digas nunca de Eric Civanyan.
- 29 de septiembre: Sumas y restas de Víctor Gaviria.
- 29 de septiembre: Tiempo de valientes de Damián Szifron.
- 30 de septiembre: La doble vida del fáquir de Esteve Riambau y Elisabeth Cabeza
- 30 de septiembre: Mother of Mine de Klaus Härö.
- 30 de septiembre: Nosotros alimentamos el mundo de Erwin Wagenhofer.
- 30 de septiembre: Serenity de Joss Whedon.
- 30 de septiembre: Truman Capote de Bennett Miller.

#### Octubre
- 5 de octubre: Caché de Michael Haneke.
- 5 de octubre: Una historia de Brooklyn de Noah Baumbach.
- 7 de octubre: ¡Marchando! de Rob McKittrick.
- 7 de octubre: Apostando al límite de D.J. Caruso.
- 7 de octubre: Buenas noches, y buena suerte de George Clooney.
- 7 de octubre: Walking Tall de Julian Jarrold.
- 7 de octubre: Tara Road de Gillies MacKinnon.
- 12 de octubre: No estoy hecho para ser amado de Stéphane Brizé.
- 13 de octubre: La novia cadáver de Tim Burton / El cadáver de la novia de Tim Burton.
- 13 de octubre: Burt Munro: Un sueño, una leyenda de Roger Donaldson.
- 14 de octubre: 7 vírgenes de Alberto Rodríguez.
- 14 de octubre: Domino de Tony Scott.
- 14 de octubre: El tigre y la nieve de Roberto Benigni.
- 14 de octubre: Frágiles de Jaume Balagueró.
- 14 de octubre: Nueve vidas de Rodrigo García.
- 14 de octubre: Wallace & Gromit: The Curse of the Were-Rabbit de Nick Park y Steve Box.
- 18 de octubre: Tránsito de Marc Forster.
- 19 de octubre: Oliver Twist (2005) de Roman Polanski.
- 21 de octubre: El habitante incierto de Guillem Morales.
- 21 de octubre: North Country de Niki Caro.
- 21 de octubre: Kiss kiss, bang bang de Shane Black.
- 21 de octubre: La vida secreta de las palabras de Isabel Coixet.
- 27 de octubre: Un minuto de silencio de Roberto Maiocco.
- 27 de octubre: Un golpe de suerte de Mark Mylod.
- 28 de octubre: El hombre del tiempo de Gore Verbinski.
- 28 de octubre: Saw II de Darren Lynn Bousman.
- 28 de octubre: Secretos compartidos (Prime) de Ben Younger.
- 28 de octubre: Tiempos de amor, juventud y libertad de Hou Hsiao Hsien.

#### Noviembre
- 2 de noviembre: J'ai vu tuer ben barka de Serge Le Péron.
- 3 de noviembre: Un invitado por Navidad de Ben Verbong.
- 4 de noviembre: Agua de Deepa Mehta.
- 4 de noviembre: Chicken Little de Mark Dindal.
- 4 de noviembre: Jarhead, el infierno espera de Sam Mendes.
- 4 de noviembre: Match Point de Woody Allen (fecha de España).
- 5 de noviembre: Takeshis' de Takeshi Kitano.
- 8 de noviembre: Zathura: Una aventura espacial de Jon Favreau.
- 9 de noviembre: Feliz Navidad de Christian Carion.
- 9 de noviembre: Get rich or die tryin' de Jim Sheridan.
- 9 de noviembre: Héroes del cielo de Gérard Pirès.
- 10 de noviembre: El gran silencio de Philip Gröning.
- 10 de noviembre: Harsh Times de David Ayer.
- 11 de noviembre: El jardinero fiel de Fernando Meirelles.
- 11 de noviembre: La huella del silencio de Scott McGehee y David Siegel.
- 11 de noviembre: Lie with me: El diario íntimo de Leila de Clément Virgo.
- 11 de noviembre: Orgullo y prejuicio de Joe Wright.
- 11 de noviembre: Segundo asalto de Daniel Cebrián.
- 11 de noviembre: Sin control de Mikael Håfström.
- 18 de noviembre: En la cuerda floja de James Mangold.
- 18 de noviembre: Harry Potter y el cáliz de fuego de Mike Newell.
- 18 de noviembre: Melisa P. de Luca Guadagnino.
- 18 de noviembre: Stoned de Stephen Woolley.
- 18 de noviembre: The libertine de Laurence Dunmore.
- 18 de noviembre: Veinte años no es nada de Joaquím Jordà.
- 23 de noviembre: In the mix de Ron Underwood.
- 23 de noviembre: La cosecha de hielo de Harold Ramis.
- 23 de noviembre: Míos, tuyos y nuestros de Raja Gosnell.
- 23 de noviembre: ¡Palacio real! de Valérie Lemercier.
- 23 de noviembre: Sólo amigos de Roger Kumble.
- 23 de noviembre: Syriana de Stephen Gaghan.
- 25 de noviembre: Mrs. Henderson presenta de Stephen Frears.
- 25 de noviembre: Workingman's Death de Michael Glawogger.
- 30 de noviembre: Darshan: El abrazo de Jan Kounen.
- 20 de noviembre: El infierno de Danis Tanovic.

#### Diciembre
- 2 de diciembre: Bodas por encargo de Nisha Ganatra.
- 2 de diciembre: Doom de Andrzej Bartkowiak.
- 2 de diciembre: Transamérica de Duncan Tucker.
- 7 de diciembre: De Griezelbus de Pieter Kuijpers.
- 9 de diciembre: Brokeback Mountain de Ang Lee.
- 9 de diciembre: Las Crónicas de Narnia: El León, la Bruja y el Armario de Andrew Adamson.
- 9 de diciembre: Memorias de una Geisha de Rob Marshal.
- 13 de diciembre: King Kong de Peter Jackson.
- 14 de diciembre: Los tres entierros de Melquiades Estrada de Tommy Lee Jones.
- 15 de diciembre: La Promesa: La leyenda de los caballeros del viento de Chen Kaige.
- 16 de diciembre: La increíble pero cierto historia de Caperucita Roja de Cory Edwards.
- 16 de diciembre: La joya de la familia de Thomas Bezucha.
- 16 de diciembre: Lassie de Charles Sturridge.
- 16 de diciembre: Los productores de Susan Stroman.
- 21 de diciembre: Fun with Dick and Jane de Dean Parisot.
- 21 de diciembre: Doce fuera de casa de Adam Shankman.
- 23 de diciembre: El farsante de Barry W. Blaustein.
- 12 de diciembre: Múnich de Steven Spielberg.
- 25 de diciembre: Casanova de Lasse Hallström.
- 25 de diciembre: Dicen por ahí de Rob Reiner.
- 25 de diciembre: El nuevo mundo de Terrence Malick.
- 30 de diciembre: Matador de Richard Shepard.

Todas las fechas pertenecen a los estrenos oficiales de sus países de origen, salvo que se indique lo contrario.

### Rodajes
- Volver de Pedro Almodóvar
- Salvador de Manuel Huerga
- La dama boba de Manuel Iborra
- La distancia de Iñaki Doroso
- Banderas de nuestros padres de Clint Eastwood

### Óscars
- Mejor Película: Million Dollar Baby
- Mejor Dirección: Clint Eastwood por Million Dollar Baby
- Mejor Actor Protagonista: Jamie Foxx por Ray
- Mejor Actriz Protagonista: Hilary Swank por Million Dollar Baby
- Mejor Actor de Reparto: Morgan Freeman por Million Dollar Baby
- Mejor Actriz de Reparto: Cate Blanchett por El aviador
- Mejor Película de Animación: Los Increíbles
- Mejor Guion Original: Charlie Kaufman, Michel Gondry y Pierre Bismuth por Eternal Sunshine of the Spotless Mind
- Mejor Guion Adaptado: Alexander Payne y Jim Taylor por Entre copas
- Mejor Fotografía: Robert Richardson por El aviador
- Mejor Montaje: Thelma Schoonmaker por El aviador
- Mejor Dirección Artística: Dante Ferretti por El aviador
- Mejor Banda Sonora: Jan A. P. Kaczmarek por Descubriendo Nunca Jamás
- Mejor Canción Original: Jorge Drexler por Al otro lado del río de Diarios de motocicleta
- Mejor Sonido: Scott Millan, Greg Orloff, Bob Beemer y Steve Cantamessa por Ray
- Mejor Montaje de Sonido: Michael Silvers y Randy Thom por Los Increíbles
- Mejor Vestuario: Sandy Powell por El aviador
- Mejor Maquillaje: Valli O'Reilly y Bill Corso por Una serie de catastróficas desdichas de Lemony Snicket
- Mejor Efectos Visuales: John Dykstra, Scott Stokdyk, Anthony LaMolinara y John Frazier por Spider-Man 2
- Mejor Largometraje Documental: Born into brothels
- Mejor Cortometraje Documental: Mighty times: the children's march
- Mejor Cortometraje de Animación: Ryan
- Mejor Cortometraje de Acción Real: Wasp
- Mejor Película de Habla no Inglesa: Mar adentro
- Óscars Honoríficos: Sidney Lumet y Roger Mayor

## Televisión
- Selena VIVE: Homenaje a Selena Quintanilla Pérez

## Premio Nobel
- Física: Roy J. Glauber, John L. Hall y Theodor W. Hänsch.[6]
- Química: Robert H. Grubbs, Richard R. Schrock e Yves Chauvin.[6]
- Medicina: Robin Warren y Barry Marshall.[6]
- Literatura: Harold Pinter.[6]
- Paz: Organismo Internacional de Energía Atómica y Mohamed ElBaradei.[6]
- Economía: Robert J. Aumann y Thomas C. Schelling.[6]

## Premio Príncipe de Asturias
- Artes: Maia Plisetskaya y Tamara Rojo.
- Ciencias Sociales: Giovanni Sartori.
- Comunicación y Humanidades: Institutos de la lengua europeos: Goethe-Institut, Instituto Cervantes, Instituto Camões, Alliance Française, Società Dante Alighieri, British Council.
- Concordia: Hijas de la Caridad de San Vicente de Paúl.
- Cooperación Internacional: Simone Veil.
- Deportes: Fernando Alonso.
- Investigación Científica y Técnica: Antonio Damasio.
- Letras: Nélida Piñón.

## Premio Cervantes
- Sergio Pitol (México, 1933) novelista

## Conmemoraciones y fiestas
- 60° Aniversario de la Conferencia de San Francisco[7]
- 60° Aniversario de las Naciones Unidas[8]
  - 60° Aniversario de la Carta de las Naciones Unidas[9][10]